# محمد جيلي كاهيي
محمد جيلي كاهي (بالصومالية: Maxamed Geele Kahiiye)‏ مسؤول عسكري صومالي .

## خلفية تاريخية
خدم كاهي كعقيد في الجيش الوطني الصومالي، ثم انتقل إلى ألمانيا بعد اندلاع الحرب الأهلية في الصومال، حيث عمل كمساعد مدير في ماكدونالدز . 
عاد كاهيي بعد ذلك إلى الصومال، وعُيّن قائدا للقوات المسلحة الصومالية في 6 ديسمبر 2009 في ظل الحكومة الاتحادية الانتقالية .  وشغل المنصب حتى 6 سبتمبر 2010. 